# Fontaine-lès-Clercs
Fontaine-lès-Clercs é uma comuna francesa na região administrativa de Altos da França, no departamento de Aisne. Estende-se por uma área de 5,33 km². Em 2010 a comuna tinha 245 habitantes (densidade: 46 hab./km²).